# 1792
Cette page concerne l'année 1792  du calendrier grégorien. Pour l'année 1792 av. J.-C., voir 1792 av. J.-C.
L'année 1792 est une année bissextile qui commence un dimanche.
L’an 1792 de l'ère chrétienne est la première année à avoir été qualifiée, a posteriori, de l'ère vulgaire (e. v.) par le décret républicain de 1793 instaurant l'an I de l'ère des Français.

## Événements
- 10 février : début de l'éruption du volcan Unzen, au Japon, 14 524 morts[1] (éruption, glissement de terrain, puis tsunami le 25 mai)[2]. Elle se termine le 22 juillet.
- 16 février : mort de Mulay-el-Yazid des suites de ses blessures après qu'il a pris Marrakech à son frère Mulay Hicham[3]. Leur frère Mulay Slimane est proclamé sultan du Maroc à Fès (fin en 1822). Il se heurte à l’hostilité de ses trois frères, Mulay Moslana dans le nord, Mulay Hicham (région de Safi) et Mulay el-Hossaïn (région de Marrakech). Mulay Slimane s’efforce de reconstituer l’unité du Maroc. Après avoir établi solidement son autorité à Fès, il soumet d’abord la région montagneuse du Maroc septentrional tenue par Mulay Moslana, puis se tourne vers ses deux autres frères, qui se combattent dans le sud, et prend Marrakech en 1796. À l’extérieur, il se rapproche de la France dans l’espoir d’éviter une intervention britannique au Maroc et de conjurer la menace turque.
- 27 février : Oran est reprise aux Espagnols par la régence d'Alger[4].

- 19 mars, Inde : Tipû Sâhib doit signer le traité de Seringapatam où il perd la moitié de ses territoires, qui sont partagés entre les trois alliés[5]. Il se rapproche des Français et devient membre du club des Jacobins.
- 28 mars : arrivée en Sierra Leone de 1 200 loyalistes noirs convoyés de Nouvelle-Écosse par la Sierra Leone Company ; ils fondent Freetown[6].

- 4 septembre, guerre sino-népalaise : l'armée sino-tibétaine, après avoir expulsé les Gurkhas du Tibet en mai, atteint Nuwakot au Népal. Un traité entre le Népal, le Tibet et la Chine est conclu à la fin de l'année. Le Népal renonce aux conventions signées en 1790, accepte de verser un tribut à la Chine, mais obtient l'établissement d'un consulat à Lhassa[7].

- 20 octobre : l'officier de marine russe Adam Laxman débarque sur l'île d'Hokkaidō pour rapatrier des naufragés japonais. Il est invité à se rendre à Matsumae où il négocie avec les officiels japonais du 28 juillet au 2 août 1793. Catherine II de Russie s’efforce en vain de nouer des relations avec le Japon[8].

- Madagascar : selon Dumaine, agent commercial français, Majunga, la deuxième ville du royaume Boina après la capitale, est dirigée par trois chefs arabes nommés par la reine Ravahiny, abrite 6 000 Arabes et Indiens et reçoit chaque année deux navires marchands de Surate, chargés d’étoffes de soie et de toile[9].

### Amérique
- 2 avril : loi sur la monnaie aux États-Unis[10].
- 16 avril, Expédition Vancouver. George Vancouver explore le littoral occidental de l’Amérique du Nord[11].

- 11 mai : expédition du Columbia. Robert Gray est le premier à entrer dans le fleuve Columbia, qu'il nomme d'après le nom de son navire, Columbia Rediviva[12].
- 17 mai : accord de Buttonwood. Création de la bourse de Wall Street (New York)[13].

- 1er juin : le Kentucky devient le quinzième état de l'union américaine[14].
- 4 juin : l'expédition dirigée par George Vancouver prend possession du Puget Sound au nom du Royaume-Uni[15].
- 11 juin - 27 juin : premières élections de l’histoire des Québécois[16].

- 13 octobre : début de la construction de la Maison-Blanche, autour de laquelle est construite la capitale fédérale des États-Unis[17].

- 5 décembre : George Washington est réélu Président des États-Unis[18].

### Europe
- 9 janvier : traité d'Iași (Moldavie) entre la Russie et l'Empire ottoman[19]. Fin de la guerre russo-turque. La Russie obtient la Crimée, Otchakov et le littoral de la mer Noire jusqu’au Dniestr.

- 7 février : alliance défensive entre la Prusse (Frédéric-Guillaume II) et l’Autriche (Léopold II) contre la Pologne (Stanislas II) et la France révolutionnaire[20].
- 28 février, Espagne : après la disgrâce des ministres Campomanes et de Floridablanca, le comte d’Aranda (1718-1798) est appelé aux affaires pour renouer les liens avec la France[21]. Il poursuit cependant la même politique anti-libérale et anti-française.

- 1er mars : mort de Léopold II, empereur du Saint-Empire de pleurésie. François II lui succède dans les États héréditaires d'Autriche[22].
- 16 mars : le Danemark, alors associé au royaume de Norvège, prévoit l'interdiction de la traite des Noirs pour 1803 (mais l'esclavage ne sera aboli dans les colonies danoises qu'en 1848)[23].
- 29 mars : mort du roi Gustave III de Suède, assassiné par un officier noble, mécontent de ses réformes (tolérance religieuse, abolition de la torture, de la vénalité des charges) alors qu’il s’apprêtait à intervenir contre la Révolution française. Début du règne de Gustave IV, roi de Suède (fin en 1809) sous la régence de son oncle Charles (fin en 1796)[24].

- 20 avril : la France déclare la guerre à l'Autriche[25]. La Prusse déclare la guerre à la France en vertu de l'accord austro-prussien du 7 février.
- 23 avril : arrestation du franc-maçon russe Novikov[26], emprisonné à Schlüsselbourg jusqu'en 1796. Catherine II de Russie ordonne la dissolution de toutes les loges maçonniques.
- 27 avril, Saint-Pétersbourg : une partie de la haute noblesse de Pologne forme la confédération de Targowica (postdaté du 14 mai) qui dénonce la constitution et fait appel à Catherine II de Russie, qui organise une contre-révolution au nom des « libertés polonaises » et contre « l’esprit du démocratisme français »[27].
- 28 avril : prise de Porrentruy par les Français[28].
- 29 avril : déroute française de Marquain[29].
- 30 avril, Royaume-Uni : Lord Grey, fondateur d’une Société des amis du peuple, annonce à la Chambre des communes qu’il envisage de présenter une motion⋅ sur la réforme en faveur d’une enquête sur le système représentatif. La motion, présentée le 6 mai 1793 dans le contexte de la proclamation de la République en France, est rejetée[30]. La tenue de deux Convention du peuple en 1792 et 1793, marquent le point d’orgue de l’activité des Jacobins britanniques.

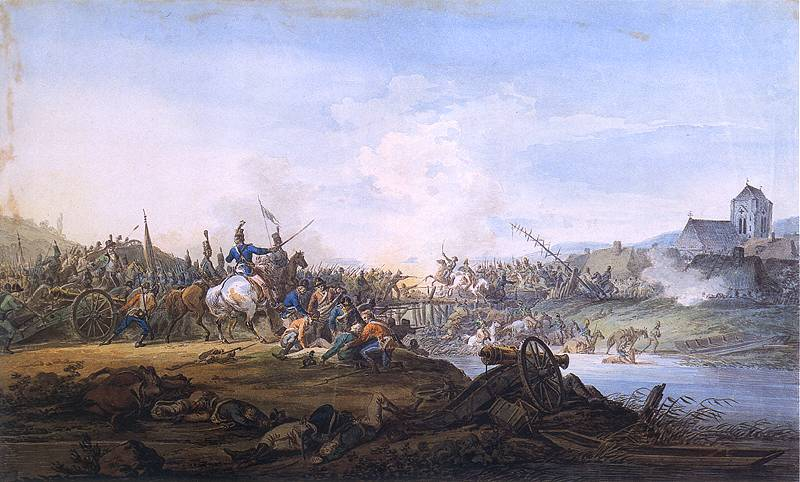
Mai : La guerre russo-polonaise de 1792, par Alexander Orłowski.

- 18 mai : les troupes russes envahissent la Pologne avec 97 000 hommes, malgré la résistance de la petite armée polonaise (37 000 hommes) commandée par le prince Józef Poniatowski. Stanislas Auguste, assisté de Hugo Kołłątaj, essaye de négocier. Catherine refuse et oblige le roi à adhérer à la confédération, ce qu'il fait le 24 juillet[27]. Les troupes russes se répandent dans le pays, rejointes par les armées prussiennes qui occupent la Grande-Pologne, Danzig et Thorn.

- 5 juin : François II est élu roi des Romains puis couronné empereur le 14 juillet[22].
- 6 juin : François II est couronné roi de Hongrie[22].

- 14 juillet : traité d'alliance de Saint-Pétersbourg entre la Russie et l'Autriche[25].
- 25 juillet : manifeste de Brunswick, lancé de Coblence et signé par le commandant en chef des armées prussiennes et autrichiennes, Charles Guillaume de Brunswick[25].

- 5 août : François II est couronné roi de Bohême[31].

- 19 août : l’armée prussienne de Brunswick franchit la frontière française le 22, elle s'empare de Longwy, de Stenay, puis remporte la bataille de Verdun sur l’armée française du 29 août au 2 septembre[32].

- 24 août : début du siège de Thionville par les coalisés (fin le 16 octobre)[33].

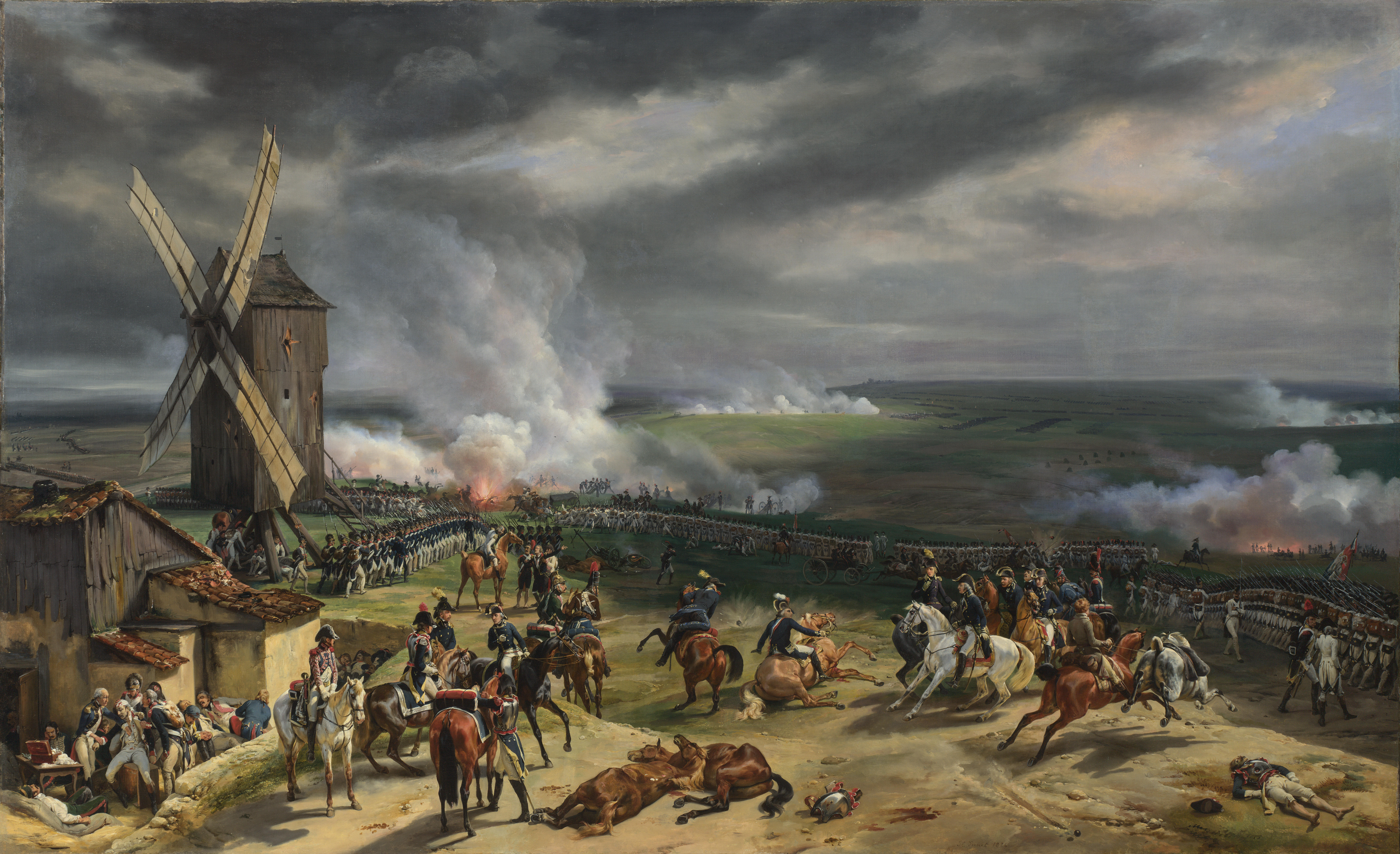
20 septembre : bataille de Valmy.

- 20 septembre : victoire française à la bataille de Valmy sur la Prusse[25].
- 21 septembre : proclamation de l'abolition de la royauté en France et naissance de la Première République.
- 21 au 22 septembre : les troupes françaises envahissent le duché de Savoie[25].
- 24 septembre-8 octobre : échec du siège de Lille par Albert de Saxe-Teschen[25].

- 2 octobre : création de la Baptist Missionary Society[34].
- 21 octobre : prise de Mayence par la France[25].

- 6 novembre : victoire française à la bataille de Jemmapes sur l'Autriche[25].
- 15 novembre : le comte d’Aranda est remplacé en Espagne par Manuel Godoy comme secrétaire d'État[21].

- Christian Haugwitz (1752-1832) est nommé ministre des Affaires étrangères en Prusse à la fin de l'année[35].
- Hongrie : Ignace Martinovics (hu), ancien agent de la police secrète de Léopold II, change de camp et rejoint les réformistes patriotes. Il écrit des tracts violents contre l’empereur (1792), des catéchismes pour la Société secrète réformatrice et la Société de la liberté et d’égalité, où il appelle à l’insurrection (1794)[36].
- Des Irlandais des deux confessions se regroupent autour de l’avocat Wolfe Tone au sein des Irlandais Unis (United Irishmen), une société qui propose de définir la notion d’« Irlandais » en transcendant les clivages religieux[37].

#### France
- 20 avril : déclaration de guerre à l'empereur d'Autriche[25].

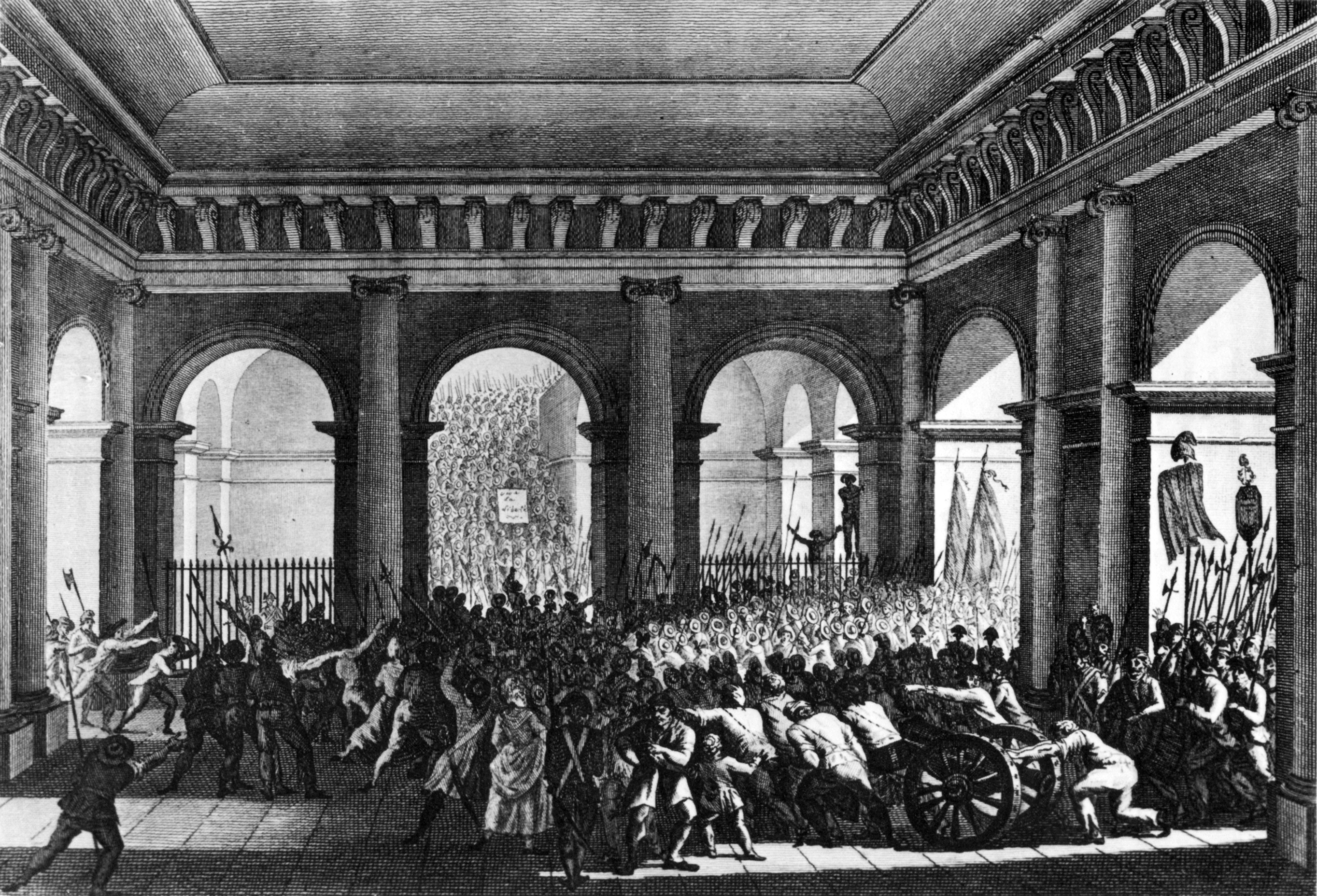
Le peuple entrant au château des Tuileries par Jan Bulthuis,
musée de la Révolution française.

- 20 juin : journée du 20 juin. Le peuple envahit les Tuileries et le roi est coiffé du bonnet rouge[38].

- 7 juillet : baiser Lamourette[39].
- 11 juillet : proclamation de la patrie en danger par l'Assemblée législative[40].

- 10 août : journée du 10 août 1792. Prise des Tuileries par le peuple de Paris[41].

- 18 août : décret abolissant les congrégations religieuses, y compris enseignantes, et les confréries.

- 2-6 septembre : massacres de Septembre[42].
- 20 septembre :
  - Victoire de l'armée révolutionnaire face aux troupes prussiennes lors de la bataille de Valmy[25].
  - Institution du divorce[43].
- 21 septembre : première réunion de la Convention nationale ; abolition de la monarchie[44] ; naissance de la Première République.
- 22 septembre : instauration et premier jour du calendrier républicain.

- 27 novembre : la France annexe la Savoie[45].

- 6 décembre : la commission dite « commission des Vingt-Un », dont le Girondin Valazé était le rapporteur, est chargée par la Convention nationale de présenter l'acte énonciatif des crimes dont Louis XVI serait accusé et la série de questions à poser au roi lors de son procès[46].

## Naissances
- Friedrich Parrot : médecin, naturaliste et explorateur allemand († 15 janvier 1841).
- 21 janvier : Augustine Cochet de Saint-Omer, artiste-peintre française († février 1833)
- 12 février : Ferdinand de Braekeleer, peintre et graveur belge († 16 mai 1883).
- 19 février : Roderick Murchison géologue britannique († 22 octobre 1871).
- 29 février : Gioachino Rossini, compositeur italien († 13 novembre 1868).

- 7 mars : John Herschel, scientifique et astronome britannique († 11 mai 1871).
- 12 mars : Gustav Adolf Hippius, peintre estonien († 6 octobre 1856).
- 24 mars : « El Sombrerero » (Antonio Ruíz Serrano), matador espagnol († 2 novembre 1860).

- 16 avril : Filippo de Angelis, cardinal italien, archevêque de Fermo († 8 juillet 1877).
- 17 avril : Alphonse Garreau, peintre français († 12 octobre 1865).

- 1er mai : Thomas Gousset, cardinal et théologien français († 22 décembre 1866).
- 13 mai : Giovanni Maria Mastai-Ferretti, futur pape Pie IX († 7 février 1878).
- 21 mai : Gaspard-Gustave Coriolis, mathématicien et ingénieur français († 19 septembre 1843).

- 9 juin : Frédéric de Merode, volontaire de la révolution belge († 4 novembre 1830).
- 11 juin : Maximilien Dubois-Descours de la Maisonfort, général de division français († 25 mars 1848).
- 30 juin : Johann Franz von Schaffgotsch, général de cavalerie autrichien († 3 novembre 1866).

- 8 juillet : Joseph Bates, cofondateur de l'Église adventiste du septième jour († 19 mars 1872).
- 29 juillet : Peter von Hess, peintre allemand († 4 avril 1871).
- ? juillet : Ignacio Núñez, homme politique, journaliste et historien espagnol puis argentin († janvier 1846).

- 4 août : Percy Bysshe Shelley, poète romantique britannique († 8 juillet 1822).
- 28 août : Giuseppe Gandolfo, peintre italien († 13 septembre 1855).
- 29 août : Juan José de Aycinena y Piñol, ecclésiastique et intellectuel conservateur guatémaltèque († 15 février 1865).

- 2 septembre : Alexis Nicolas Noël, peintre et graveur français († 14 février 1879).
- 5 septembre : Pierre-Armand Dufrénoy, géologue et minéralogiste français († 20 mars 1857).

- 3 octobre :
  - Francisco Morazán, homme d'État et caudillo d'Amérique centrale († 15 septembre 1842).
  - Cipriani Potter, compositeur, pianiste et professeur anglais († 26 septembre 1871).
- 12 octobre : Christian Gmelin, chimiste allemand († 13 mai 1860).
- 13 octobre : Moritz Hauptmann, compositeur, violoniste et professeur allemand († 3 janvier 1868).
- 15 octobre : Claude Soulary, peintre d'histoire français († 20 janvier 1870).
- 20 octobre :
  - John Pascoe Fawkner, homme d’affaires et homme politique britannique († 4 septembre 1869).
  - Anton Bernhard Fürstenau, flûtiste et compositeur allemand († 18 novembre 1852).
- 25 octobre : Jeanne Jugan, religieuse française, fondatrice des Petites Sœurs des Pauvres († 28 août 1879).

- 2 novembre : Engelbert Sterckx, cardinal belge, archevêque de Malines († 4 décembre 1867).
- 8 novembre : Philippe Musard, compositeur et chef d'orchestre français († 30 mars 1859).
- 28 novembre : Victor Cousin, philosophe et homme politique français († 14 janvier 1867).
- ? novembre : Edme Dumée, peintre et décorateur de théâtre français († 27 janvier 1861).

- 1er décembre : Nikolaï Lobatchevski, mathématicien russe († 24 février 1856).
- 20 décembre : Nicolas-Toussaint Charlet, peintre et graveur français († 30 décembre 1845).
- ? décembre : Marcus Child, pharmacien, homme d’affaires, fonctionnaire, juge de paix, administrateur scolaire et homme politique américain († 6 mars 1859).

- Date inconnue :
- Janko Mihailović Moler, peintre serbe († 1853).
- Vivica Strokirk, peintre suédoise († 1846).

- 1792 ou 1793 :
- Matteo Carcassi, guitariste, compositeur et pédagogue italien († 16 janvier 1853).

## Décès
- 8 janvier : Philippe Sauvan, peintre français  (° 3 novembre 1697).
- 21 janvier : Giovanni Cristofano Amaduzzi (Amadutius), religieux, universitaire, philosophe et  érudit italien (° 9 août 1740).

- 21 février : Nicolas Guy Brenet, peintre et graveur français (° 1er juillet 1728).
- 23 février : Sir Joshua Reynolds, peintre britannique (° 16 juillet 1723).
- 28 février : Pierre Robert Tramblin, peintre et marchand de tableaux à Paris, âgé de 82 ans.

- 1er mars : Léopold II, empereur du Saint-Empire (° 5 mai 1747).
- 3 mars : Robert Adam, architecte, décorateur et archéologue britannique (° 3 juillet 1728).
- 29 mars : Gustave III, roi de Suède (° 24 janvier 1746).

- 18 mai : Charles-Simon Favart, dramaturge français (° 13 novembre 1710).

- 22 juin : Mohamed ibn Abd al-Wahhab, prédicateur du Nejd dans le centre de l'Arabie, fondateur du wahhabisme (° 1703).

- 10 août : Louis Jean-Baptiste Le Clerc, aristocrate français (° 22 février 1758).

- 2 septembre : Louis Victoire Lux de Montmorin-Saint-Hérem, militaire français (° 13 décembre 1762).
- 25 septembre : Adam Gottlob Moltke, courtisan, homme d'État et diplomate danois (° 10 novembre 1710).

- 10 octobre : Constantine John Phipps, explorateur et naturaliste britannique (° 19 mai 1744).
- 22 octobre : Guillaume Le Gentil, astronome français (° 12 septembre 1725).
- 28 octobre : John Smeaton, ingénieur britannique (° 8 juin 1724).

- 12 décembre : Denis Ivanovitch Fonvizine, dramaturge russe (° 14 avril 1745).
- 25 décembre : Michelangelo Vella, compositeur, organiste et pédagogue maltais (° 7 novembre 1710).

- Date inconnue :
  - Francesco Appiani, peintre baroque italien (° 29 janvier 1704).
  - Giovanni Scajario, peintre italien (° 1726).
  - Pietro Scalvini, peintre italien (° 1718).